# The Final Swing
The Final Swing è un album di raccolta del gruppo musicale britannico Trapeze, pubblicato nel 1974.

## Il disco
Il disco contiene brani tratti dai primi tre album del gruppo e due tracce inedite prodotte da Gerry Hoff (Good Love e Dats It).

## Tracce
1. Send Me No More Letters – 4:51 (Terry Rowley)
2. Your Love Is Alright – 4:54 (Mel Galley, Glenn Hughes, Dave Holland)
3. Black Cloud – 6:13 (M. Galley, Tom Galley)
4. Medusa – 5:40 (Hughes)
5. Coast to Coast – 4:02 (Hughes)
6. Will Our Love End – 5:07 (Hughes)
7. You Are the Music – 5:21 (M. Galley, T. Galley)
8. Good Love – 4:20 (Hughes)
9. Dats It – 3:10 (M. Galley)

## Formazione
Gruppo
- Glenn Hughes – basso, voce, piano
- Mel Galley – chitarra
- Dave Holland – batteria, percussioni

Altri musicisti
- John Jones – voce (traccia 1)
- Terry Rowley – organo (1)
- Jean Roussel – piano, piano elettrico (8, 9)
- B. J. Cole – steel guitar (5)
- Rod Argent – piano elettrico (5)
- Frank Ricotti – vibrafono (6)
- Jimmy Hastings – sassofono alto (6)